# Kokusai Ki-59
Die Kokusai Ki-59 (Alliierter Codename: Theresa) war ein zweimotoriges japanisches Transportflugzeug der Heeres-Luftstreitkräfte aus dem Zweiten Weltkrieg. Der Erstflug als Militärtransporter fand im Juni 1939 statt.

## Geschichte
Entwickelt wurde sie ursprünglich als ziviles Frachtflugzeug unter der Bezeichnung Teradakoken TK-3 von der Firma Nippon Koku Kogyo Kabushiki Kaisha. Ausgeführt war sie als Schulterdecker in Gemischtbauweise. Das starre Fahrwerk war stromlinienförmig verkleidet und für den Einsatz auf unbefestigten Flugplätzen ausgelegt. Von der TK-3 entstanden zwei Prototypen, die ab Juni 1938 erstmals flogen. Als Antrieb dienten zwei Sternmotoren vom Typ Nakajima Kotobuki 3 mit 640 PS. Wegen der enttäuschenden Leistungen wurde das Programm jedoch wieder eingestellt.
Die japanische Armee suchte zu dieser Zeit dringend nach einem Transportflugzeug und forderte Nippon auf, das Modell weiterzuentwickeln. Es wurden daraufhin kleinere Veränderungen an der Pilotenkanzel, Fahr- und Leitwerk vorgenommen. Um eine größere Reichweite zu erzielen, wurden die Nakajima Kotobuki-Triebwerke gegen schwächere Hitachi Ha-13a ausgetauscht. Der Prototyp der Ki-59 startete im Juni 1939 zu seinem Erstflug.
Die Serienfertigung begann 1941 unter der Bezeichnung „Kokusai“, da dieses Unternehmen inzwischen mit Nippon fusioniert war. Die offizielle militärische Bezeichnung der Ki-59 lautete Heerestyp 1 Transporter. Insgesamt wurden 59 Maschinen gebaut. Da die Leistungen immer noch nicht befriedigend waren, setzte man die Flugzeuge eher selten und zu untergeordneteren Aufgaben ein, etwa als Stabsreiseflugzeug.
Die Ki-59 wurde schließlich durch die Tachikawa Ki-54 (Alliierter Codename: Hickory) ersetzt.

## Technische Daten

Ki-59

| Kenngröße             | Daten                                                    |
| --------------------- | -------------------------------------------------------- |
| Besatzung             | 2–3                                                      |
| Länge                 | 12,53 m                                                  |
| Spannweite            | 16,79 m                                                  |
| Höhe                  | 3,05 m                                                   |
| Flügelfläche          | 38,4 m²                                                  |
| Flügelstreckung       | 7,3                                                      |
| Leermasse             | 2880 kg                                                  |
| Startmasse            | normal 4120 kg maximal 4240 kg                           |
| Antrieb               | zwei luftgekühlte 9-Zylinder-Sternmotoren Hitachi Ha-13a |
| Leistung              | 331 kW (450 PS)                                          |
| Höchstgeschwindigkeit | 326 km/h                                                 |

## Derivat als Lastensegler

Ku-8-II

Im Dezember 1941 wurde eine Ki-59 zum Lastensegler mit der Bezeichnung Kokusai Ku-8 (Alliierter Codename: Gander) umgerüstet. Die Flügelspannweite wurde auf 23,20 m erweitert und das Fahrwerk durch kleinere Räder und Kufen ersetzt. Dieser Ku-8-I betitelte Segler bildete die Ausgangsbasis für die Ku-8-II, den einzigen Lastensegler, der von Japan im Zweiten Weltkrieg eingesetzt wurde.